# كالفين س. مور
كالفين س. مور (بالإنجليزية: Calvin C. Moore)‏ هو رياضياتي أمريكي، ولد في 2 نوفمبر 1936 في نيويورك في الولايات المتحدة.